# Llanura de Bjelopavlićka

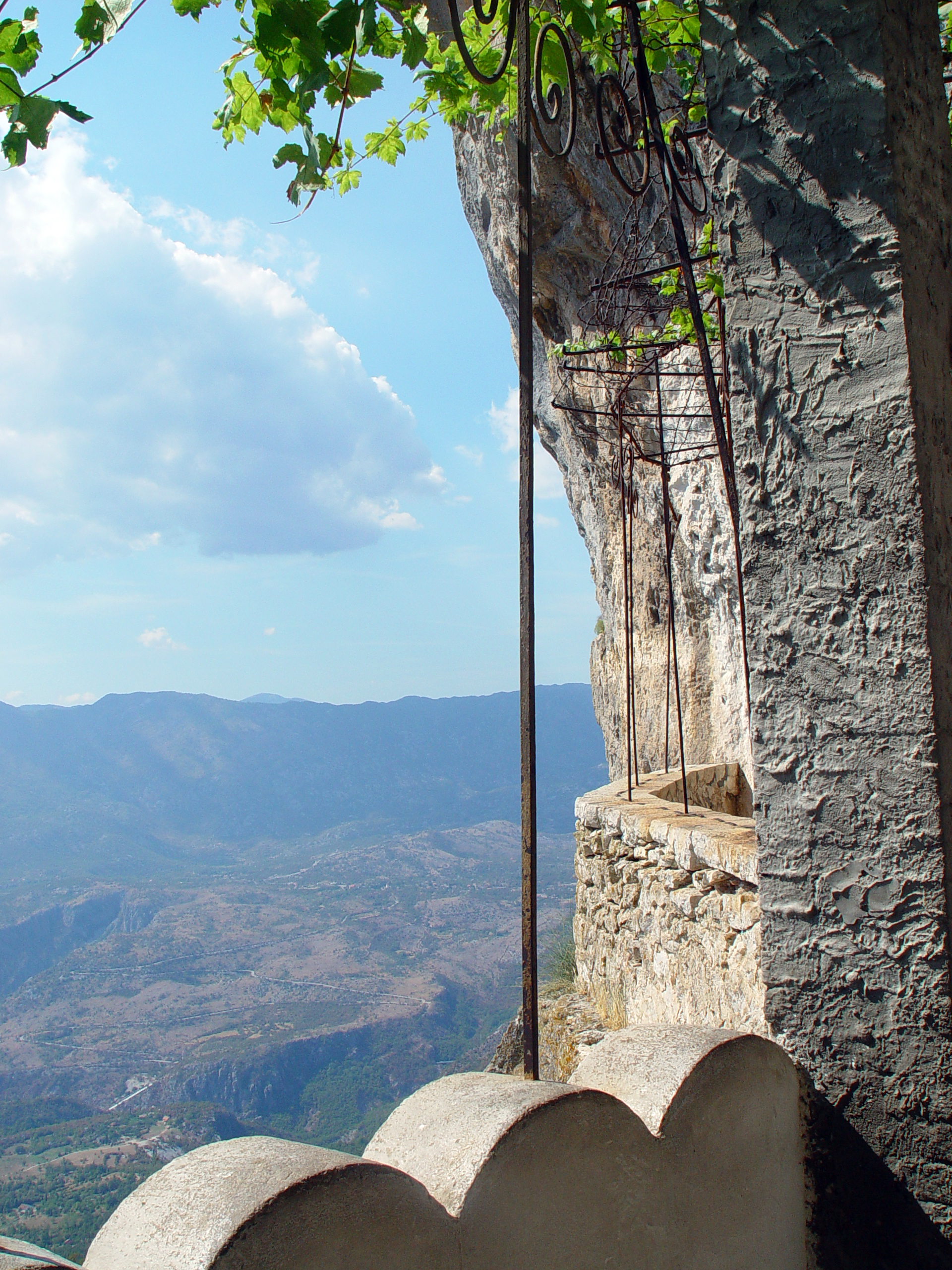
Vista desde el monasterio superior de Ostrog (Montenegro) hacia la llanura de Bjelopavlići.

La llanura de Bjelopavlićka o Bjelopavlići (también conocida como valle del río Zeta) es una franja de fértil llanura en Montenegro. Se extiende a lo largo del río Zeta, siendo más ancha en el extremo final del río, abajo a la confluencia con el río Morača cerca de Podgorica. El clan Bjelopavlići es originario de este valle.
El valle del río Zeta ha estado históricamente poblado de manera densa, pues las llanuras fértiles son raras en la montañosa Montenegro. De una manera confusa, la otra llanura destacada de Montenegro es la llanura de Zeta o Zetska y recibe su nombre también del río Zeta aunque el río Zeta en sí no las atraviesa.
La llanura de Bjelopavlići proporciona un corredor para la carretera y el ferrocarril que conectan las dos principales ciudades montenegrinas, Podgorica y Nikšić. El asentamiento más grande en la llanura es la ciudad de Danilovgrad que recibió este nombre por el príncipe o Knjaz Danilo Petrović.